# Citemu
Citemu is een bestuurslaag in het regentschap Cirebon van de provincie West-Java, Indonesië. Citemu telt 3648 inwoners (volkstelling 2010).